# Сату де Сус (Прахова)
Сату де Сус (рум. Satu de Sus) насеље је у Румунији у округу Прахова у општини Кокораштиј-Колц. Oпштина се налази на надморској висини од 166 m.

## Становништво
Према подацима из 2002. године у насељу је живело 201 становника.

### Попис2002.
| Расподела становништва по националности 2002.‍ | Расподела становништва по националности 2002.‍ | Расподела становништва по националности 2002.‍ | Расподела становништва по националности 2002.‍ | Расподела становништва по националности 2002.‍ |
| --------------------------------------------- | --------------------------------------------- | --------------------------------------------- | --------------------------------------------- | --------------------------------------------- |
|                                               |                                               |                                               |                                               |                                               |
| Румуни                                        | Румуни                                        |                                               | 180                                           | 89,6%                                         |
| Роми                                          | Роми                                          |                                               | 21                                            | 10,4%                                         |